# Leiophron incerta
Leiophron incerta är en stekelart som först beskrevs av William Harris Ashmead 1887.  Leiophron incerta ingår i släktet Leiophron och familjen bracksteklar. Inga underarter finns listade i Catalogue of Life.